# Roche-en-Régnier
Pour les articles homonymes, voir La Roche.
Roche-en-Régnier est une commune française située dans le département de la Haute-Loire en région Auvergne-Rhône-Alpes.
La commune est remarquable par son patrimoine bâti ancien, et comporte deux bâtiments référencés au Monuments historiques.

## Géographie

### Localisation

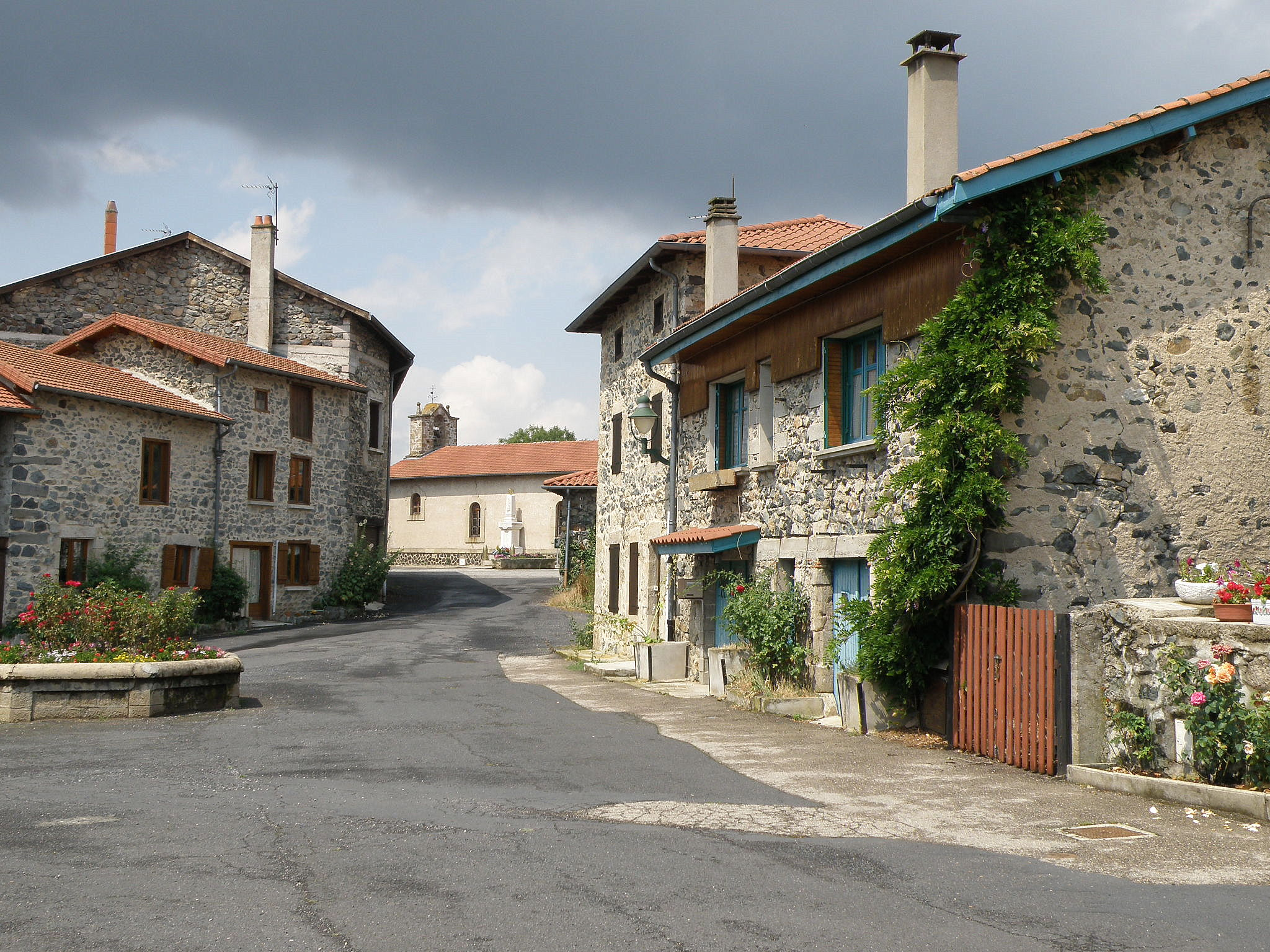
Le village.

La commune se situe à 31 km par la route du Puy-en-Velay, préfecture du département, et à 18 km de Craponne-sur-Arzon, bureau centralisateur du canton du Plateau du Haut-Velay granitique dont dépend la commune depuis 2015 pour les élections départementales.
Roche-en-Régnier fait partie du pays d’art et d’histoire du Puy-en-Velay, et est traversée par plusieurs sentiers de grande randonnée dont le GR 3.
Elle se trouve dans la zone d'emploi du Puy-en-Velay et dans le bassin de vie de Retournac.

### Communes limitrophes
Les communes limitrophes sont Chamalières-sur-Loire, Retournac, Saint-André-de-Chalencon, Saint-Pierre-du-Champ, Solignac-sous-Roche et Vorey.
|                       | Saint-André-de-Chalencon | Solignac-sous-Roche   |
| Saint-Pierre-du-Champ | Roche-en-Régnier         | Retournac             |
|                       | Vorey                    | Chamalières-sur-Loire |

### Géologie et relief

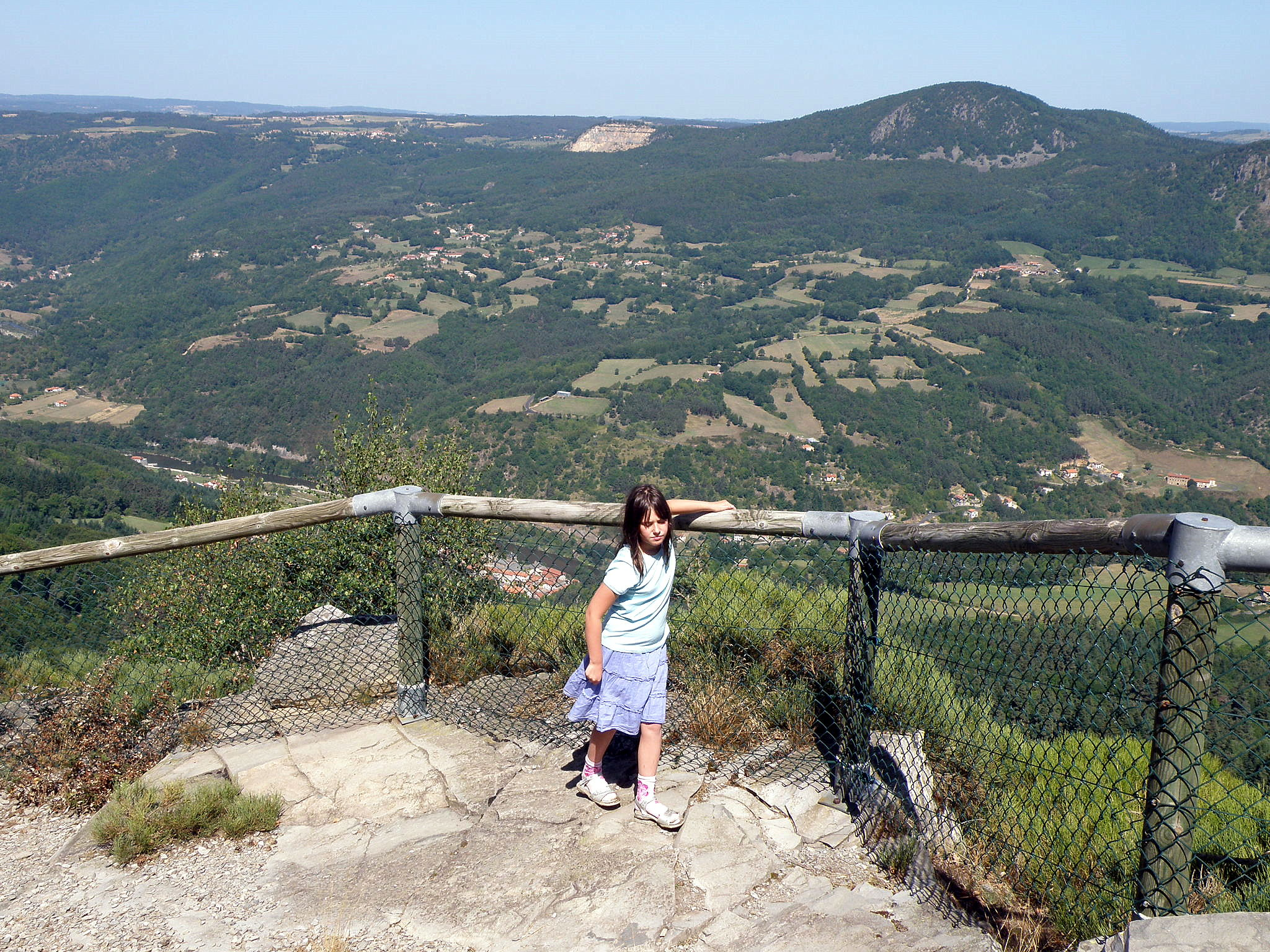
Le mont Miaune (à l'horizon à droite).

La superficie de la commune est de 26,92 km2 ; son altitude varie de 504  à   1 076 mètres.
Roche-en-Régnier est une commune de moyenne montagne dont le point culminant est le mont Miaune.

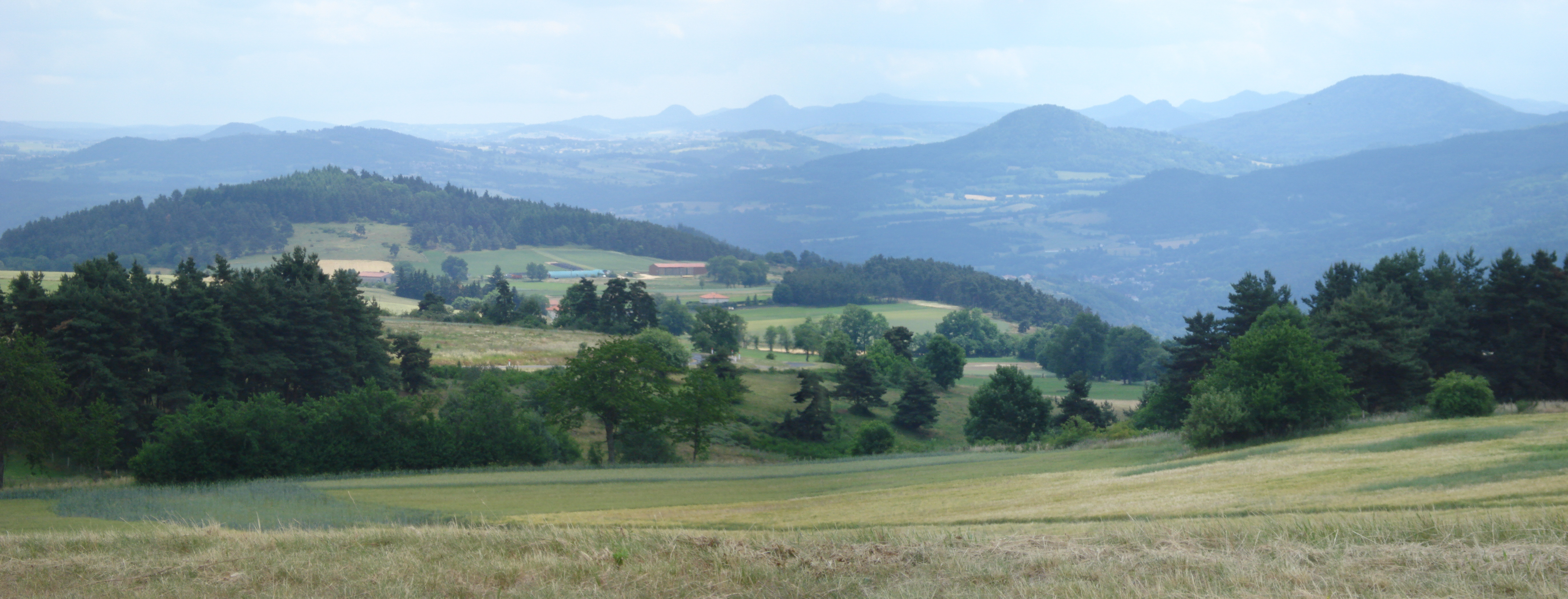
Panorama de la commune vers les Monts du Velay.

### Hydrographie

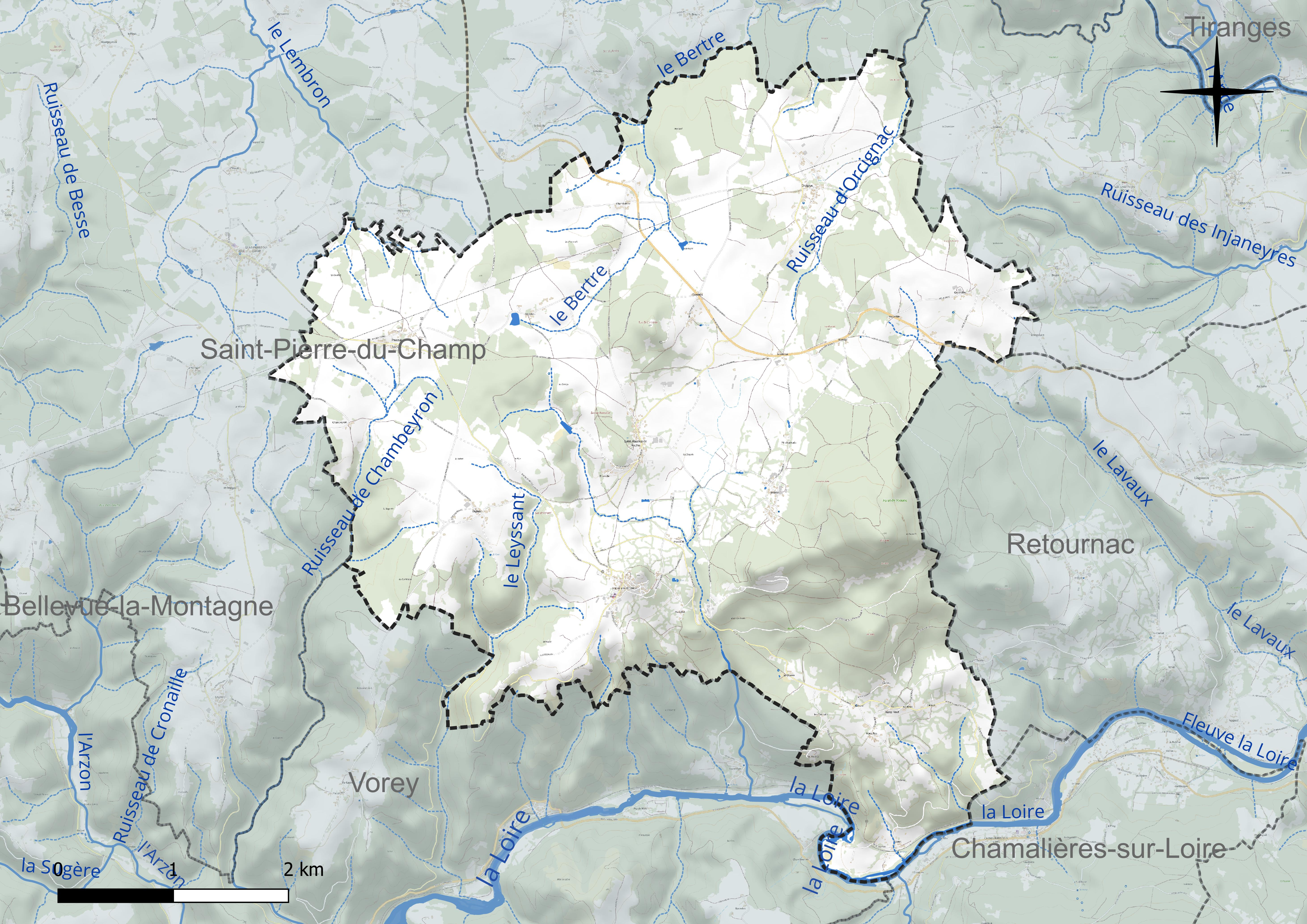
Carte hydrographique de la commune.

L'extrême sud du territoire communal est limité par le lit du fleuve la Loire.
D'autres petits cours d'eau contribuent à drainer la commune.

### Climat
Pour des articles plus généraux, voir Climat d'Auvergne-Rhône-Alpes et Climat de la Haute-Loire.
En 2010, le climat de la commune est de type climat des marges montargnardes, selon une étude du Centre national de la recherche scientifique s'appuyant sur une série de données couvrant la période 1971-2000. En 2020, Météo-France publie une typologie des climats de la France métropolitaine dans laquelle la commune est exposée à un climat de montagne ou de marges de montagne et est dans une zone de transition entre les régions climatiques « Nord-est du Massif Central » et « Sud-est du Massif Central ».
Pour la période 1971-2000, la température annuelle moyenne est de 8,5 °C, avec une amplitude thermique annuelle de 16,2 °C. Le cumul annuel moyen de précipitations est de 796 mm, avec 8,9 jours de précipitations en janvier et 7 jours en juillet. Pour la période 1991-2020, la température moyenne annuelle observée sur la station météorologique de Météo-France la plus proche, « Tiranges », sur la commune de Tiranges à 10 km à vol d'oiseau, est de 10,6 °C et le cumul annuel moyen de précipitations est de 758,9 mm,. Pour l'avenir, les paramètres climatiques de la commune estimés pour 2050 selon différents scénarios d'émission de gaz à effet de serre sont consultables sur un site dédié publié par Météo-France en novembre 2022.

## Urbanisme

### Typologie
Au 1er janvier 2024, Roche-en-Régnier est catégorisée commune rurale à habitat très dispersé, selon la nouvelle grille communale de densité à sept niveaux définie par l'Insee en 2022.
Elle est située hors unité urbaine et hors attraction des villes,.

### Occupation des sols

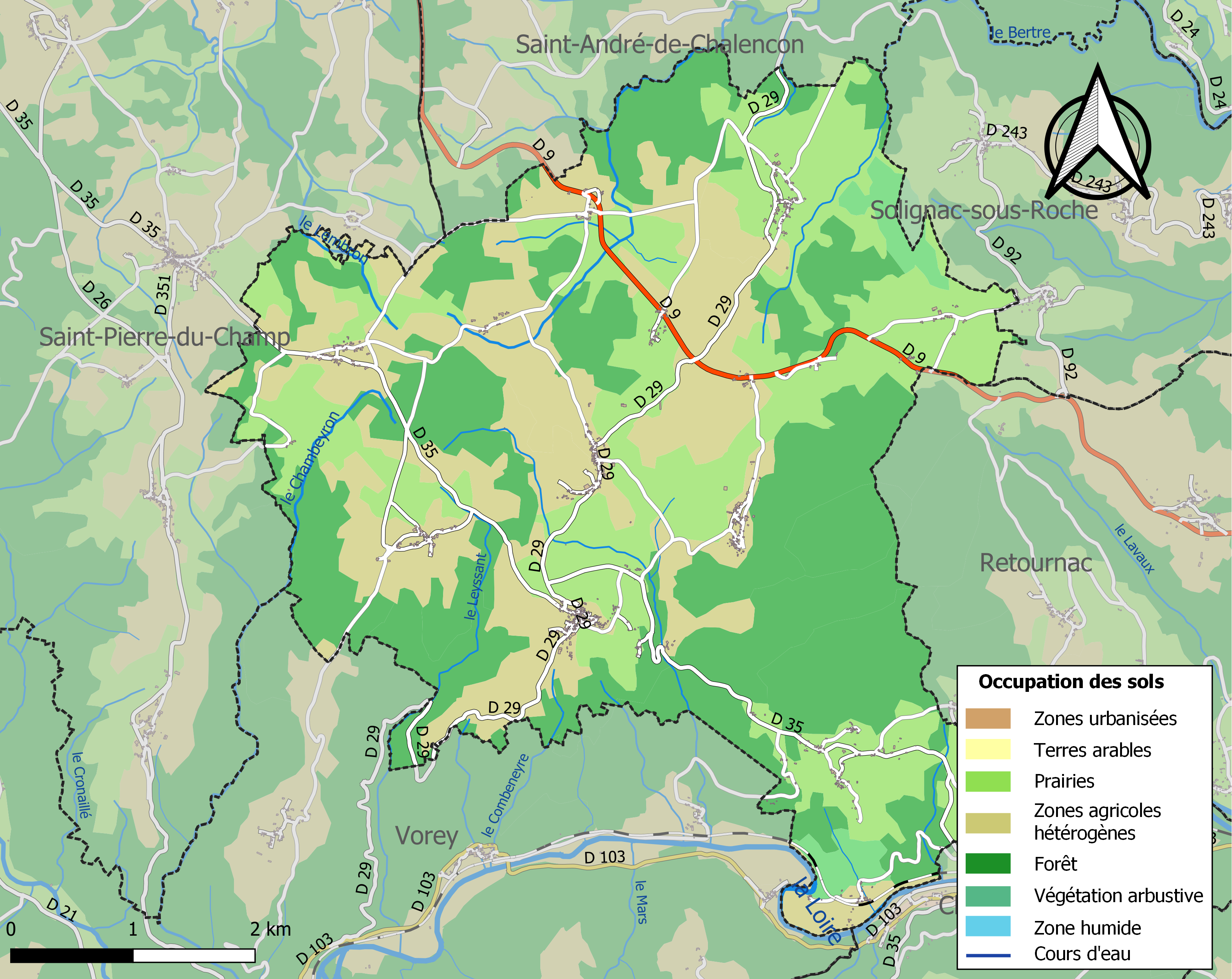
Carte des infrastructures et de l'occupation des sols de la commune en 2018 (CLC).

L'occupation des sols de la commune, telle qu'elle ressort de la base de données européenne d’occupation biophysique des sols Corine Land Cover (CLC), est marquée par l'importance des territoires agricoles (58,3 % en 2018), une proportion sensiblement équivalente à celle de 1990 (58,2 %).
La répartition détaillée en 2018 est la suivante : forêts (39,7 %), prairies (30,2 %), zones agricoles hétérogènes (28,1 %), milieux à végétation arbustive et/ou herbacée (2 %).
L'évolution de l’occupation des sols de la commune et de ses infrastructures peut être observée sur les différentes représentations cartographiques du territoire : la carte de Cassini (XVIIIe siècle), la carte d'état-major (1820-1866) et les cartes ou photos aériennes de l'IGN pour la période actuelle (1950 à aujourd'hui).

### Habitat et logement
En 2021, le nombre total de logements dans la commune était de 434, alors qu'il était de 451 en 2016 et de 447 en 2011.
Parmi ces logements, 55,9 % étaient des résidences principales, 31,2 % des résidences secondaires et 12,9 % des logements vacants. Ces logements étaient pour 97 % d'entre eux des maisons individuelles et pour 2,1 % des appartements.
Le tableau ci-dessous présente la typologie des logements à Roche-en-Régnier en 2021 en comparaison avec celle de la Haute-Loire et de la France entière. Une caractéristique marquante du parc de logements est ainsi une proportion de résidences secondaires et logements occasionnels (31,2 %) supérieure à celle du département (15,8 %) et à celle de la France entière (9,7 %).
| Typologie                                               | Roche-en-Régnier | Haute-Loire | France entière |
| ------------------------------------------------------- | ---------------- | ----------- | -------------- |
| Résidences principales (en %)                           | 55,9             | 71,8        | 82,2           |
| Résidences secondaires et logements occasionnels (en %) | 31,2             | 15,8        | 9,7            |
| Logements vacants (en %)                                | 12,9             | 12,4        | 8,1            |

### Voies de communication et transports
La ligne de Saint-Georges-d'Aurac à Saint-Étienne-Châteaucreux tangente au sud le territoire communal, le long de la vallée de la Loire, mais la station de chemin de fer la plus proche est la gare de Chamalières-sur-Loire, desservie par des trains TER Auvergne-Rhône-Alpes qui effectuent des missions entre les gares de Saint-Étienne-Châteaucreux et du Puy-en-Velay

## Toponymie
Avant la Révolution française la paroisse s'appelait Saint-Maurice-de-Roche, puis Maurice-de-Roche-Marat et Roche-Marat lors des troubles, puis Roche Saint Maurice en 1793, Roche-en-Reigner en 1801, puis finalement Roche-en-Régnier,.
Le nom de la commune est Ròcha de Renier en occitan.

## Histoire
Roche-en-Régnier fut l'une des dix-huit baronnies du Velay, qui donnaient droit à leur possesseur de participer au gouvernement de la contrée, privilège qui fut maintenu jusqu'au XVIIIe siècle. Cette seigneurie est mentionnée dès le Xe siècle, et le bourg fut une place forte qui appartint un temps à la Couronne.

### Ancien Régime
C’est vers 950 que Rainerius (Régnier), premier seigneur du lieu, donna son nom au bourg, Saint-Maurice-de-Roche, qui eut un passé prestigieux, et fut des 18 baronnies du Velay l'une des plus importantes. Elle s'étendait sur les communes actuelles de Beaune-sur-Arzon, Saint-Pierre-du-Champ, Solignac-sous-Roche, Retournac, avec des parties de celles de Vorey-sur-Arzon, Saint-Georges-Lagricol et Saint-Julien-d'Ance. De nombreux fiefs en Velay, en Vivarais (tel celui d'Issamoulenc au XVe siècle, partagé avec les seigneurs de La Voulte) et même en Languedoc en dépendaient.
En 1087, Durand de Roche fait don de l’église de Saint-Maurice (bâtie aux XIe et XIIe siècles), et de la chapelle de son château de Roche, à l’évêque du Puy et au prieuré de Chamalières. Le « château » était très certainement en bois, et fut remplacé par des bâtiments en pierres au XIIIe siècle. Dès le XVIIIe il se trouvait à l'état de ruine, mais il fut interdit par les seigneurs du lieu d'en prélever les pierres. Il en reste aujourd'hui le donjon circulaire et quelques vestiges de murailles. Le village fut, à une époque indéterminée, entouré d'une enceinte.
Au XIIIe siècle, les Roche s’étant alliés aux plus grandes familles vivaroises, la seigneurie s’étendit vers les monts du Vivarais. En 1265, Guigue III de Roche accordait aux habitants du village une charte de franchises et de libertés[réf. nécessaire].
Avec la mort du dernier héritier masculin, la seigneurie passe en 1344 aux mains de la famille vivaroise de Lévis (Philippe II de Lévis, vicomte de Lautrec, épouse 2° en 1336 Jamague/Jamaige de (la) Roche-en-Régnier), laquelle vint alors à se trouver à la tête d’un vaste domaine s’étendant du Velay jusqu’à la vallée du Rhône. Un siècle plus tard, lors de la guerre de Cent Ans, Philippe IV de Lévis participe à la délivrance du Velay des troupes anglaises et de leurs alliés. Les Lévis obtiennent Annonay par un autre héritage, et jusqu'en 1673, Roche-en-Régnier et Annonay partagent le même destin féodal.
En 1464, la baronnie est vendue au duc Jean II de Bourbon. En 1486, elle est  donnée en apanage à son fils naturel, Mathieu.
À la suite d'une « trahison » du connétable Charles III de Bourbon-Montpensier, qui avait reçu la baronnie de Roche par mariage, François Ier confisqua l'ensemble des domaines du félon en 1527. Il laissa la baronnie à sa mère Louise de Savoie, puis la recupéra à la mort de celle-ci. François Ier fut alors baron de Roche jusqu'en 1538.
À la suite d'un très long procès, les Lévis, comtes puis ducs Ventadour, récupèrent la baronnie en 1582. Le 30 août 1591, « mandatement au sire de Hautvillar de détruire les murailles de Roche ».
La baronnie fut vendue aux enchères en 1673, achetée 137 000 livres par la Famille de Nerestang, puis, en 1730, vendue à la famille Jourda de Vaux.
Aux XVIe et XVIIe siècles est construite une prévôté.

### Époque contemporaine
Soixante soldats de la commune sont tombés au champ d'honneur lors de la Première Guerre mondiale.

## Politique et administration

### Rattachements administratifs et électoraux

#### Rattachements administratifs
La commune se trouve dans l'arrondissement du Puy-en-Velay du département de la Haute-Loire.
Elle faisait partie depuis 1801 du canton de Vorey. Dans le cadre du redécoupage cantonal de 2014 en France, cette circonscription administrative territoriale a disparu, et le canton n'est plus qu'une circonscription électorale.

#### Rattachements électoraux
Pour les élections départementales, la commune fait partie depuis 2014 du canton du Plateau du Haut-Velay granitique.
Pour l'élection des députés, elle fait partie de la première circonscription de la Haute-Loiredepuis le redécoupage électoral de 1986..

### Intercommunalité
Roche-en-Régnier était membre de la communauté de communes de l'Emblavez, un établissement public de coopération intercommunale (EPCI) à fiscalité propre créé en 1996 et auquel la commune avait transféré un certain nombre de ses compétences, dans les conditions déterminées par le code général des collectivités territoriales.
Dans le cadre des dispositions de la loi portant nouvelle organisation territoriale de la République du 7 août 2015, qui prévoit que les établissements publics de coopération intercommunale (EPCI) à fiscalité propre doivent avoir un minimum de 15 000 habitants, cette intercommunalité a fusionné avec ses voisines pour former, le 1er janvier 2017, la communauté d'agglomération du Puy-en-Velay, dont est désormais membre la commune.

### Liste des maires
| Période                                  | Période                        | Identité      | Étiquette | Qualité                                                   |
| ---------------------------------------- | ------------------------------ | ------------- | --------- | --------------------------------------------------------- |
| Les données manquantes sont à compléter. |                                |               |           |                                                           |
|                                          |                                |               |           |                                                           |
| mars 2000                                | décembre 2022                  | Éric Dunis,   | SE        | Agriculteur Démissionnaire                                |
| janvier 2023                             | En cours (au 30 novembre 2023) | David Mathieu |           | Profession intermédiaire de la santé et du travail social |

## Équipements et services publics
L'association communale de chasse agréée construit en 2024 sa maison de la chasse au hameau de la Chaud.

### Enseignement
La commune dispose de l'école de la Tour.

### Culture
Roche-en-Régnier dispose d'une bibliothèque municipale, animée par des bénévoles.

## Population et société

### Démographie

#### Évolution démographique
L'évolution du nombre d'habitants est connue à travers les recensements de la population effectués dans la commune depuis 1793. Pour les communes de moins de 10 000 habitants, une enquête de recensement portant sur toute la population est réalisée tous les cinq ans, les populations de référence des années intermédiaires étant quant à elles estimées par interpolation ou extrapolation. Pour la commune, le premier recensement exhaustif entrant dans le cadre du nouveau dispositif a été réalisé en 2005.

En 2022, la commune comptait 477 habitants, en évolution de −4,79 % par rapport à 2016 (Haute-Loire : +0,36 %, France hors Mayotte : +2,11 %).
| 1793  | 1800  | 1806  | 1821  | 1831  | 1836  | 1841  | 1846  | 1851  |
| ----- | ----- | ----- | ----- | ----- | ----- | ----- | ----- | ----- |
| 1 430 | 1 358 | 1 302 | 1 558 | 1 685 | 1 619 | 1 657 | 1 730 | 1 687 |

| 1856  | 1861  | 1866  | 1872  | 1876  | 1881  | 1886  | 1891  | 1896  |
| ----- | ----- | ----- | ----- | ----- | ----- | ----- | ----- | ----- |
| 1 651 | 1 657 | 1 726 | 1 709 | 1 776 | 1 784 | 1 902 | 1 810 | 1 710 |

| 1901 | 1906  | 1911  | 1921  | 1926  | 1931  | 1936 | 1946 | 1954 |
| ---- | ----- | ----- | ----- | ----- | ----- | ---- | ---- | ---- |
| 418  | 1 684 | 1 608 | 1 300 | 1 138 | 1 045 | 966  | 860  | 794  |

| 1962 | 1968 | 1975 | 1982 | 1990 | 1999 | 2005 | 2006 | 2010 |
| ---- | ---- | ---- | ---- | ---- | ---- | ---- | ---- | ---- |
| 670  | 542  | 447  | 409  | 409  | 387  | 469  | 472  | 491  |

| 2015 | 2020 | 2022 | - | - | - | - | - | - |
| ---- | ---- | ---- | - | - | - | - | - | - |
| 502  | 479  | 477  | - | - | - | - | - | - |

#### Pyramide des âges
La population de la commune est relativement âgée.
En 2018, le taux de personnes d'un âge inférieur à 30 ans s'élève à 21,5 %, soit en dessous de la moyenne départementale (31 %). À l'inverse, le taux de personnes d'âge supérieur à 60 ans est de 46,1 % la même année, alors qu'il est de 31,1 % au niveau départemental.
En 2018, la commune comptait 270 hommes pour 223 femmes, soit un taux de 54,77 % d'hommes, largement supérieur au taux départemental (49,13 %).
Les pyramides des âges de la commune et du département s'établissent comme suit.
| Hommes | Classe d’âge | Femmes |
| ------ | ------------ | ------ |
| 1,1    | 90 ou +      | 0,9    |
| 14,9   | 75-89 ans    | 18,4   |
| 28,6   | 60-74 ans    | 28,6   |
| 23,3   | 45-59 ans    | 19,8   |
| 9,5    | 30-44 ans    | 12,0   |
| 11,5   | 15-29 ans    | 8,8    |
| 11,1   | 0-14 ans     | 11,5   |

| Hommes | Classe d’âge | Femmes |
| ------ | ------------ | ------ |
| 0,9    | 90 ou +      | 2,5    |
| 8,4    | 75-89 ans    | 11,7   |
| 20,4   | 60-74 ans    | 20,5   |
| 21,3   | 45-59 ans    | 20,3   |
| 16,8   | 30-44 ans    | 16,3   |
| 15,2   | 15-29 ans    | 13,2   |
| 17     | 0-14 ans     | 15,6   |

## Économie

### Revenus
En 2018, la commune compte 228 ménages fiscaux, regroupant 472 personnes. La médiane du revenu disponible par unité de consommation est de 18 250 € (20 800 € dans le département).

### Emploi
| Division       | 2008  | 2013  | 2018   |
| -------------- | ----- | ----- | ------ |
| Commune        | 5 %   | 8,9 % | 11,5 % |
| Département    | 6,3 % | 7,7 % | 7,7 %  |
| France entière | 8,3 % | 10 %  | 10 %   |

En 2018, la population âgée de 15 à 64 ans s'élève à 251 personnes, parmi lesquelles on compte 73 % d'actifs (61,5 % ayant un emploi et 11,5 % de chômeurs) et 27 % d'inactifs,. En  2018, le taux de chômage communal (au sens du recensement) des 15-64 ans est supérieur à celui du département et de la France, alors qu'en 2008 la situation était inverse.
La commune est hors attraction des villes,. Elle compte 63 emplois en 2018, contre 64 en 2013 et 71 en 2008. Le nombre d'actifs ayant un emploi résidant dans la commune est de 160, soit un indicateur de concentration d'emploi de 39,6 % et un taux d'activité parmi les 15 ans ou plus de 43,1 %.
Sur ces 160 actifs de 15 ans ou plus ayant un emploi, 43 travaillent dans la commune, soit 27 % des habitants. Pour se rendre au travail, 83,9 % des habitants utilisent un véhicule personnel ou de fonction à quatre roues, 1,3 % les transports en commun, 5,2 % s'y rendent en deux-roues, à vélo ou à pied et 9,7 % n'ont pas besoin de transport (travail au domicile).

## Culture locale et patrimoine

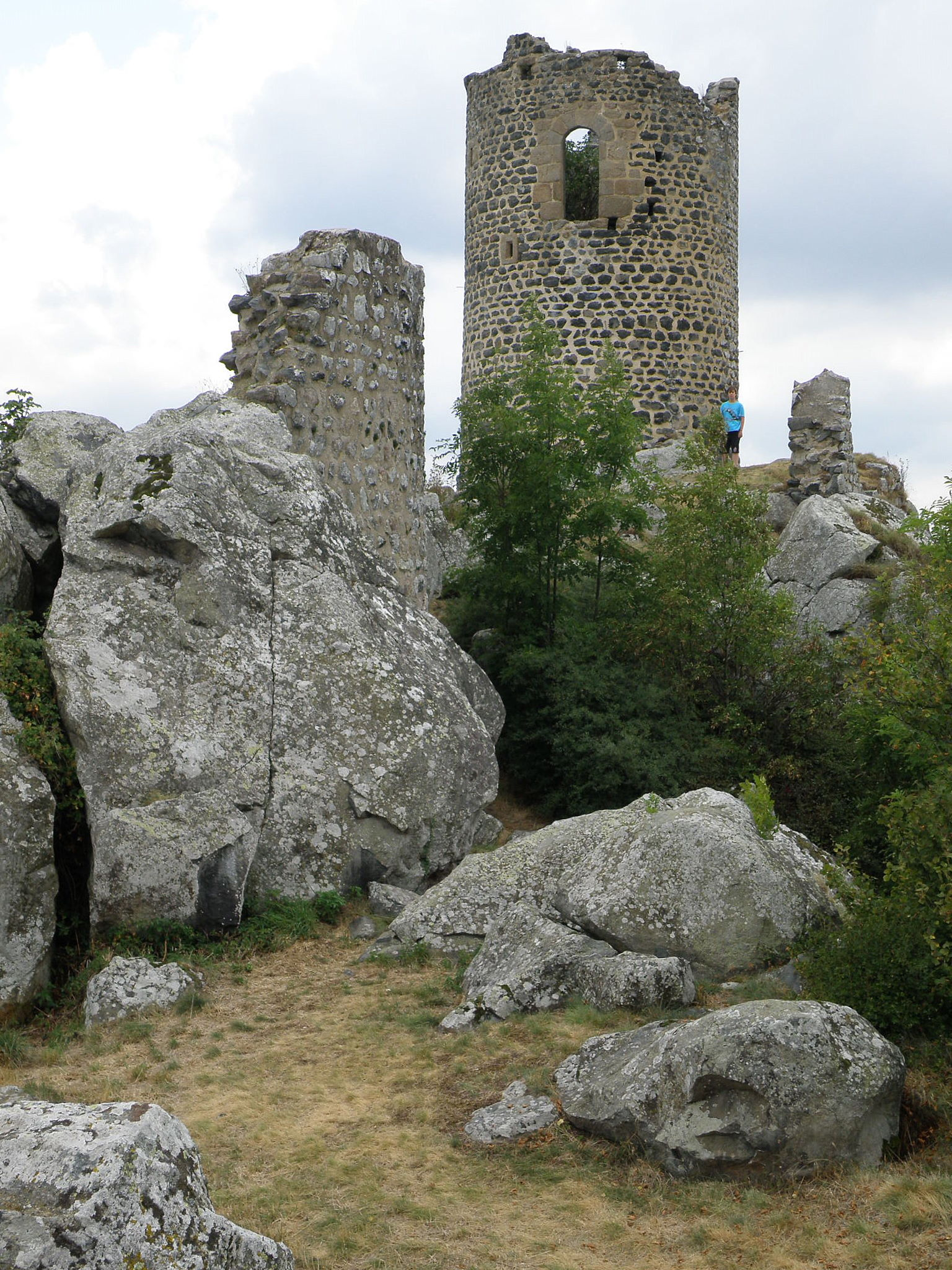
Donjon.

### Lieux et monuments

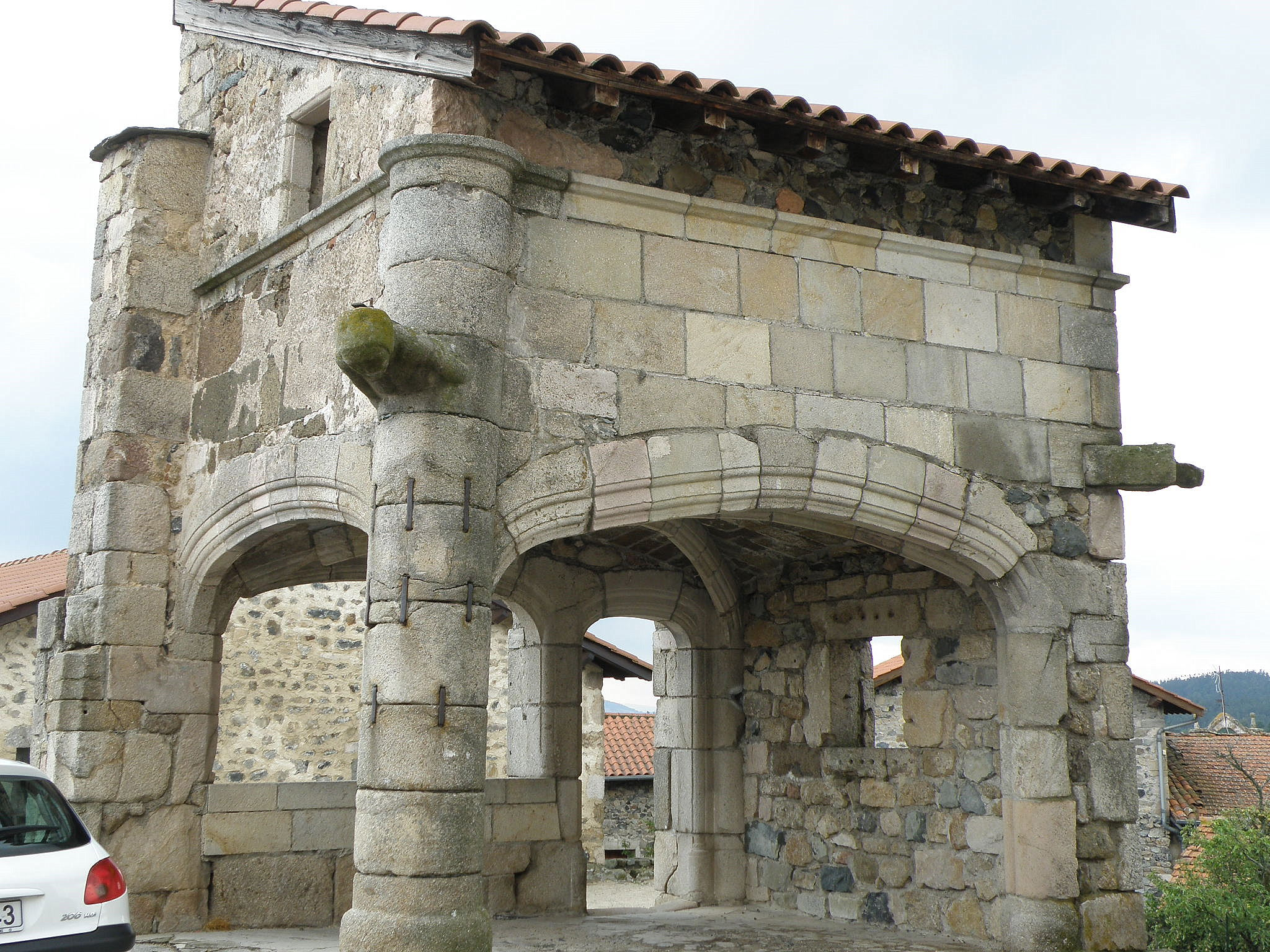
Porche de la Prévôté.

Un parcours d'orientation permet de découvrir le village, ses ruelles et son bâti ancien tel que : 
- L'église Saint-Maurice-de-Roche  Classé MH (1942)[34] : 
L’église de ce hameau située à moins d’un kilomètre et demi du bourg de Roche, date du XIIe siècle.

- La Prévôté  Inscrit MH (1926)[35] : 
Au milieu du bourg se dresse le porche[36] qui servit de prévôté à la baronnie de Roche-en-Régnier. 
L’édifice, qui porte dans un écusson la date de 1649, se compose d’une sorte de loggia supportée par deux arcs très surbaissés et une voûte à nervures ; les arcs s’appuient à un des angles sur un pilier circulaire orné d’une fausse gargouille représentant un buste de femme le visage tourné vers le sol.

- Le château : 
Du château, édifié au XIIIe siècle sur un piton rocheux dominant le bourg, sans doute en lieu et place d’une ancienne fortification en bois, subsiste surtout, outre quelques murailles, le donjon circulaire, devenu l’emblème de cette commune. Alors que cette tour avait tôt cessé d’être la résidence ordinaire des barons de Roche, surtout après que la seigneurie fut passée aux mains de la puissante famille vivaroise de Lévis en 1340, elle garda néanmoins, étant visible de fort loin, la fonction d’affirmer la présence du seigneur en ces lieux, et de conférer en même temps de l’autorité à ses représentants permanents sur place. Conçu comme un ouvrage défensif, le donjon a sa porte d’entrée aménagée au premier étage, accessible uniquement au moyen d’une échelle, afin de le rendre plus difficile à prendre. Le rez-de-chaussée de la tour abrite les réserves de céréales, de vin et d’huile, tandis que l’étage est occupé par le logis seigneurial. Dès le XVIIIe siècle, le château est en ruines ; cependant, Noël Jourda de Vaux, dernier seigneur de Roche, fit interdiction aux habitants d’en emporter les pierres.

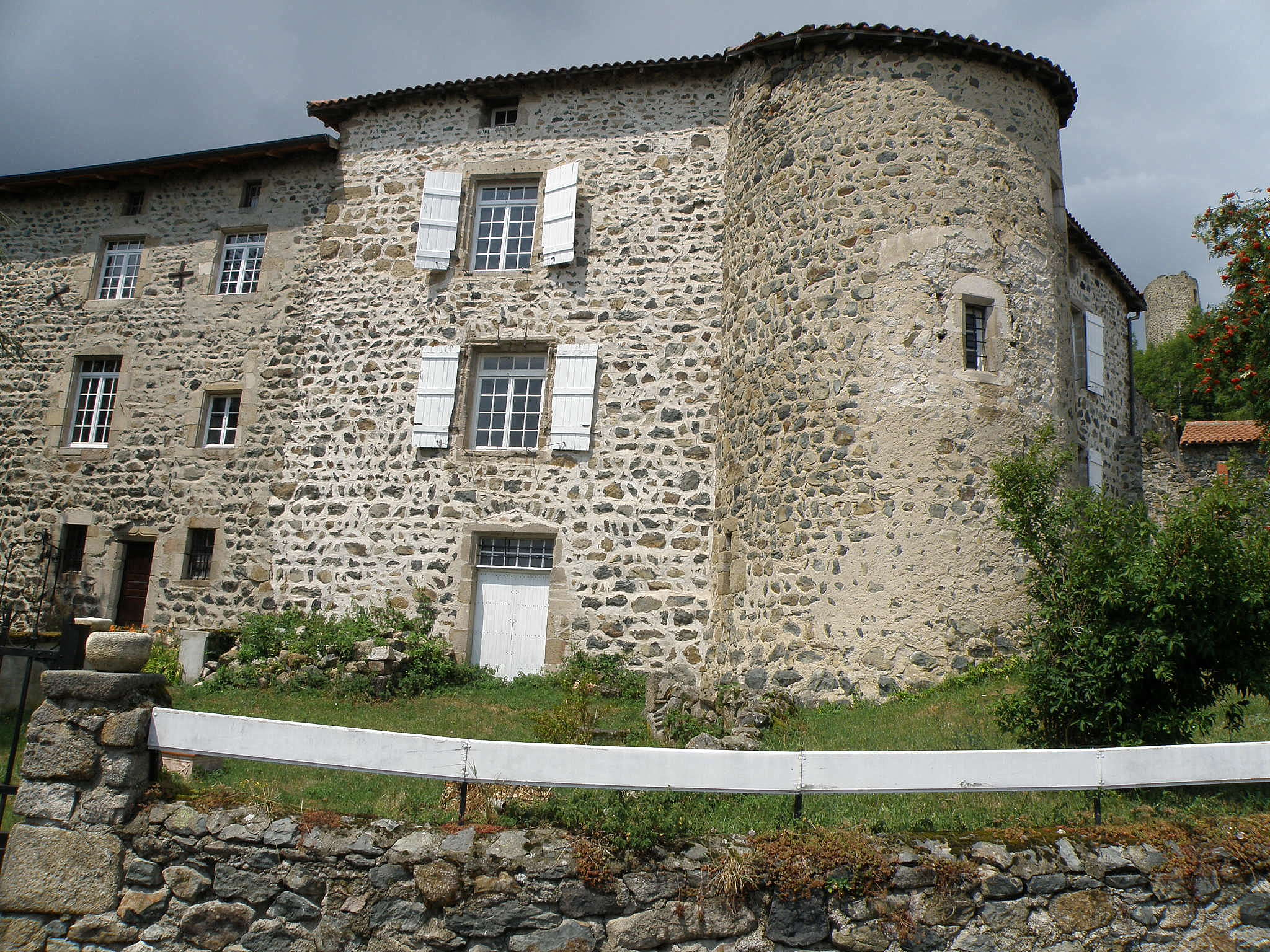
La façade sud de la Grande Bâtisse est une portion de l'ancienne muraille d'enceinte, percée de fenêtres.

- Rempart et hôtels particuliers : Ville close durant le Moyen Âge, Roche-en-Régnier était défendu au nord par son piton rocheux et au sud par une muraille d’enceinte doublée d’un fossé (dit aussi vallat). L’entretien comme la garde des murs est à la charge des habitants de Roche et de son mandement. Jusqu’au XVIe siècle, les seules ouvertures permises dans la muraille d’enceinte étaient les deux portes de ville et les meurtrières, dont certaines sont encore visibles, mais autorisation fut donnée ensuite de pratiquer des fenêtres dans la muraille afin de donner de la lumière aux maisons qui lui étaient adossées. En 1592, le duc de Nemours ordonna la démolition des remparts, ordre qui ne fut respecté que partiellement. La maison adossée dite la Grande Bâtisse, laquelle servit tour à tour de maison commune, de prison, puis de mairie, avant de devenir habitation privée, comporte un vestige de cette muraille : en effet, si elle dispose, face à l’ouest, d’une belle façade sur cour, dotée d’une fenêtre avec linteau en accolade armorié du trigramme du Christ (JHS), ses façades sud et est sont des pans de l’ancienne enceinte, percés de fenêtres.

Outre la Grande Bâtisse, le bourg médiéval de Roche compte plusieurs autres belles maisons bourgeoises et patriciennes représentatives de l’architecture civile des XVIe et XVIIe siècles. La maison Burianne notamment en constitue un bel exemple : quoique transformée en ferme, elle présente une belle porte avec linteau en accolade surmonté d’une croix de protection et d’un cadran solaire, tandis que les armoiries de la famille ornent la façade.
Mérite mention également le porche de l'hôtel de Vacherel, dit la Dauphine.
- La  Chapelle Notre-Dame-de-Bon-Secours : 
Il est supposé qu’au XVIIe siècle, un curé de Saint-Maurice-de-Roche fit construire à ses frais, hors les murs du bourg, une chapelle qui fut placée sous le vocable de Notre-Dame-de-Bon-Secours, et destinée à remplacer l’ancienne chapelle dédiée à saint Michel, jadis érigée au sommet du piton rocheux portant le donjon. En 1692, l’évêque du Puy édicta pour cette chapelle un règlement particulier. En 1748, les habitants de Roche surent obtenir de l’évêque du Puy qu’il déclarât la chapelle indépendante de la paroisse de Saint-Maurice-de-Roche, ce qui conduisit cette dernière à engager un procès, auquel la Révolution cependant coupa court, avant que l’affaire n’eût pu être jugée (la chapelle fait encore partie aujourd’hui de la paroisse de Saint-Maurice-de-Roche). À la Révolution, le tribunal du Puy ordonna que les possessions de la chapelle fussent vendues au titre de biens nationaux.

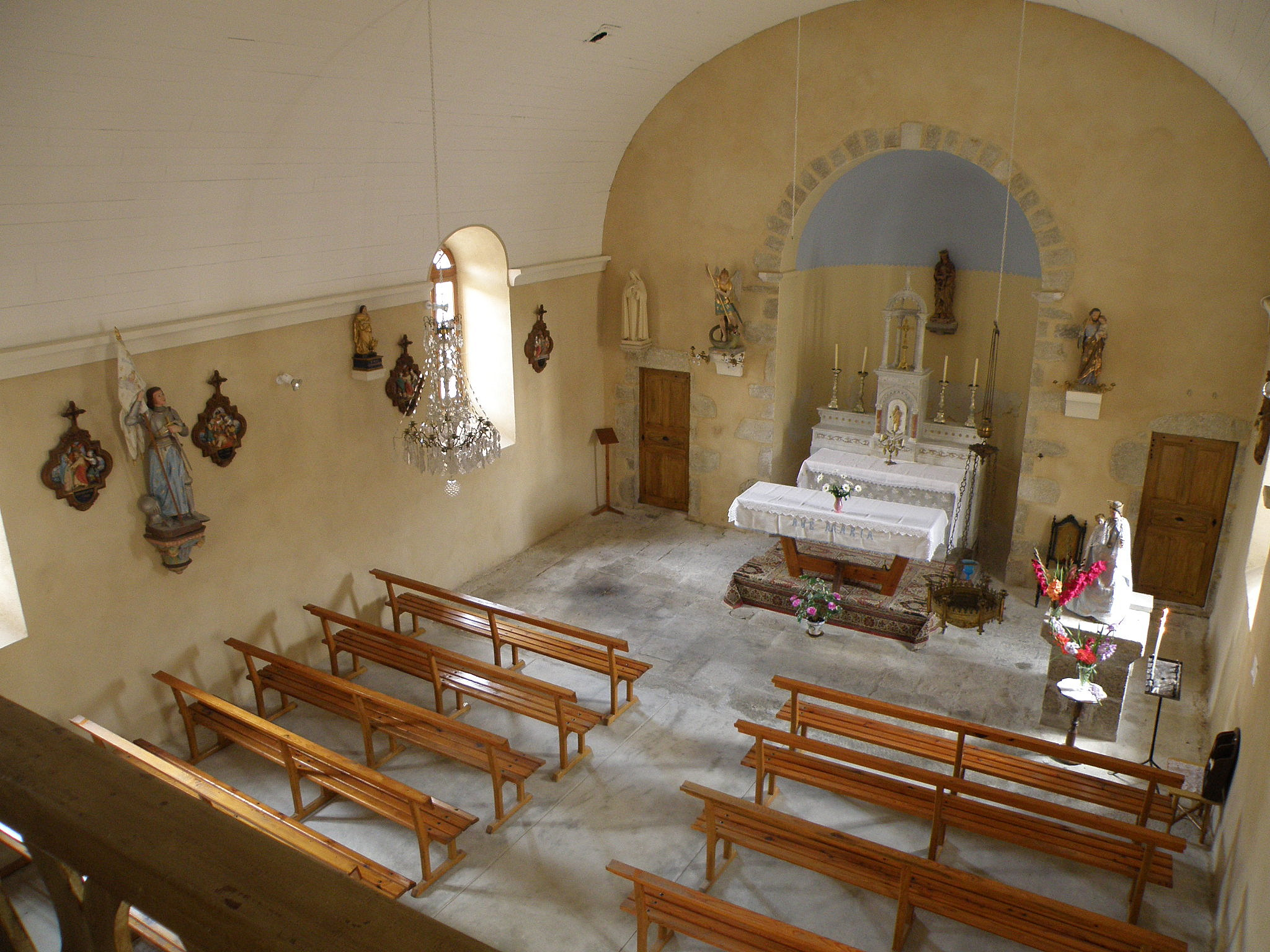
Chapelle Notre-Dame-de-Bon-Secours, vue intérieure depuis la tribune.

L’édifice se compose d’une nef voûtée en berceau garnie de lambris, et d’un chevet en cul-de-four encadré de part et d’autre de deux petites sacristies. Au-dessus de l’entrée s’élève une tribune. Un campanile édifié en 1843 et pourvu d’une cloche fondue à Lyon en 1842 se dresse sur la façade occidentale. La chapelle fit à plusieurs reprises l’objet de campagnes de restauration et d’aménagements intérieurs, notamment durant la Seconde Guerre mondiale par les soins de réfugiés venus de l’Est de la France. Le mobilier comprend, parmi ses objets les plus remarquables, une Vierge à l’enfant (Notre-Dame-de-Bon-Secours) ; deux statues en bois, l’une de saint Jean l'Évangéliste, en bois doré du XVIIIe siècle, et l’autre de saint Jean-François-Régis, patron des dentellières, en bois peint du XIXe siècle ; un Christ en bois sculpté de 1885 ; un grand lustre en verre soufflé du XIXe ; un vêtement liturgique en soie du XVIIIe.
Le hameau de Leyret : 

Les limites de la commune de Roche-en-Régnier s'étendent au Sud jusqu'à la rive gauche de la Loire, au bord de laquelle on trouve le petit hameau de Leyret, réputé pour ses deux anciens moulins à eau.

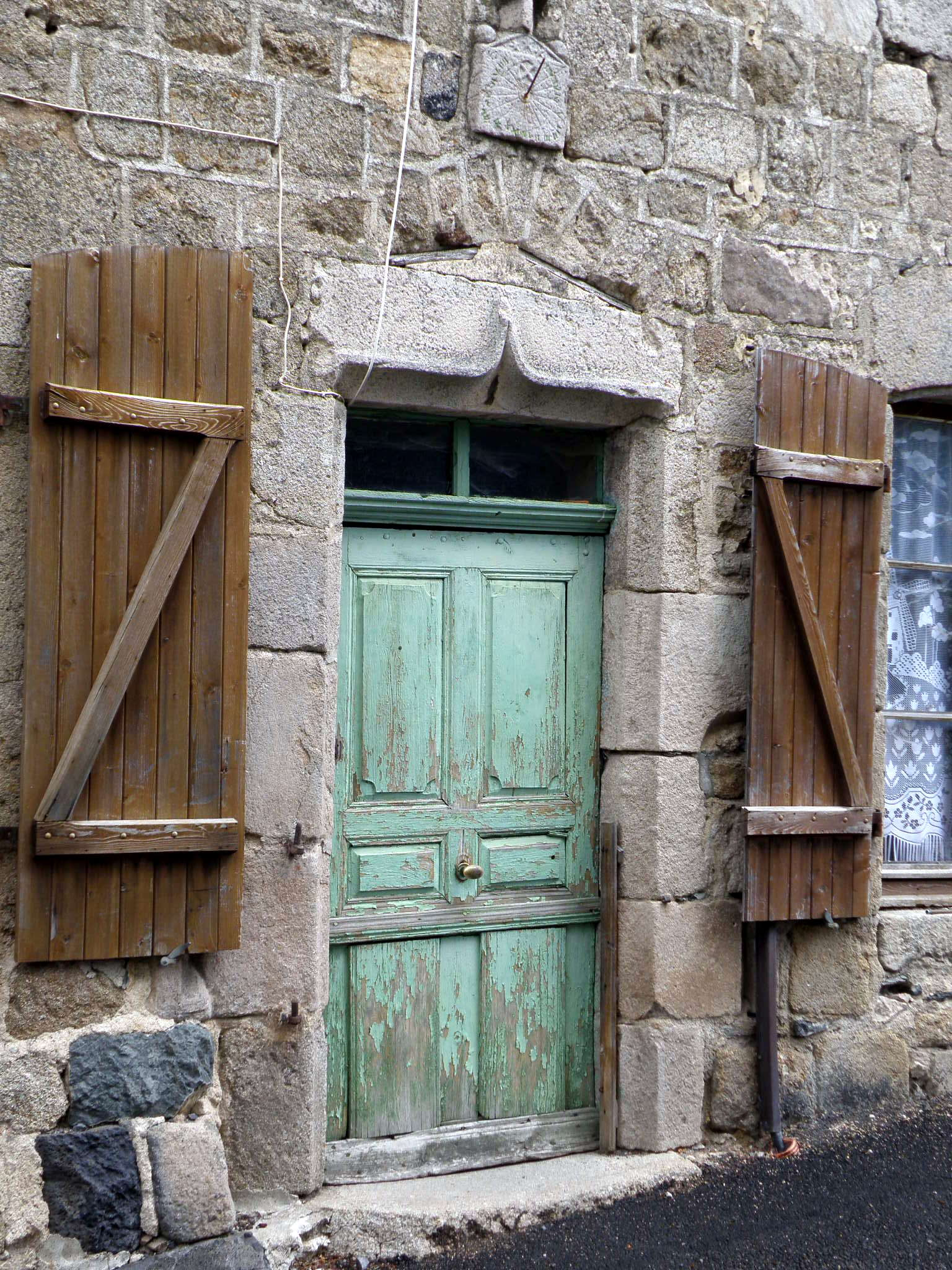
Maison Burianne, porte d'entrée.

- Les différents lavoirs et fours banaux (situés dans les différents hameaux dépendant de Roche-en-Regnier : Orcignac, le Bois, Saint-Maurice-de-Roche, etc.).
- Table d'orientation et panorama sur les sucs Yssingelais et le Mont Mézenc.

### Personnalités liées à la commune
- Mathieu de Bourbon dit le Grand Bâtard de Bourbon[Note 5], (1486-1505) : est un bâtard princier et un militaire français de la fin du Moyen Âge et du début de la Renaissance servant sous les rois Charles VIII et Louis XII. Seigneur de Bouthéon et baron de Roche-en-Régnier, il est également gouverneur et amiral de Guyenne, maréchal et sénéchal du Bourbonnais et peut-être gouverneur de Picardie.

### Héraldique
| Blason de Roche-en-Régnier | Blason  | Parti d’argent et de sable, au chevron brochant de l’un en l’autre, à la montagne de trois coupeaux de sinople brochant sur le tout. |
| Blason de Roche-en-Régnier | Détails | Le statut officiel du blason reste à déterminer.                                                                                     |

## Pour approfondir